# 화평옹주
화평옹주(和平翁主, 1727년 6월 16일(음력 4월 27일) ~ 1748년 7월 19일(음력 6월 24일))는 조선의 왕족으로, 영조의 셋째 딸이며 어머니는 영빈 이씨이다. 화순옹주, 화완옹주와 더불어 영조가 매우 총애하였다.

## 생애

### 탄생
1727년(영조 3년) 4월 27일, 영조(英祖)와 영빈 이씨(暎嬪 李氏)의 장녀로 태어났다.
1731년(영조 7년) 1월, 옹주가 마마를 앓자 영조가 모든 형벌의 집행을 중지하였다. 같은해 7월, 화평옹주(和平翁主)에 봉해졌다.
1735년(영조 11년), 영조는 화평옹주를 위하여 이현궁(梨峴宮)의 제택을 수리하였는데, 경복궁의 옛 궁궐의 소나무를 베어 쓰게 하니, 일을 담당하는 자들이 이를 빙자하여 이익을 도모하여 매매하는 일이 발생하였다.

### 혼인
1738년(영조 14년), 예조참판 박사정(朴師正)의 아들인 금성위(錦城尉) 박명원(朴明源)과 혼인하였다. 박명원은 노론 북학파 실학자 연암 박지원의 8촌 형이기도 하다.
옹주는 평소 영조의 총애를 받아 그 의물이 매우 성대하였는데, 당시 화평옹주의 혼례를 주관하였던 효종의 부마이자 숙녕옹주의 남편인 금평위(錦平尉) 박필성(朴弼成)은 '영조의 장녀 화순옹주의 혼례때의 의물이 숙녕옹주 때보다 열 배나 더 풍성하였는데, 화평옹주의 혼례는 화순옹주보다 더욱 풍성하다'고 말하였다.
영조가 화평옹주를 사랑하였기 때문에 사위인 박명원 또한 영조가 총애하였다.
혼례를 치른 후에도 남편 박명원과 함께 궐 안에서 생활하였으며 1742년(영조 18년) 출합하여 사저에 나가 거주하였다. 옹주가 출궁할 때 영조는 이현(梨峴)의 별궁을 하사하였는데 옹주가 사양하였다.

### 사망
1748년(영조 24년) 6월 24일, 22세의 나이로 요절하였고 영조가 그 죽음을 매우 슬퍼하였다.

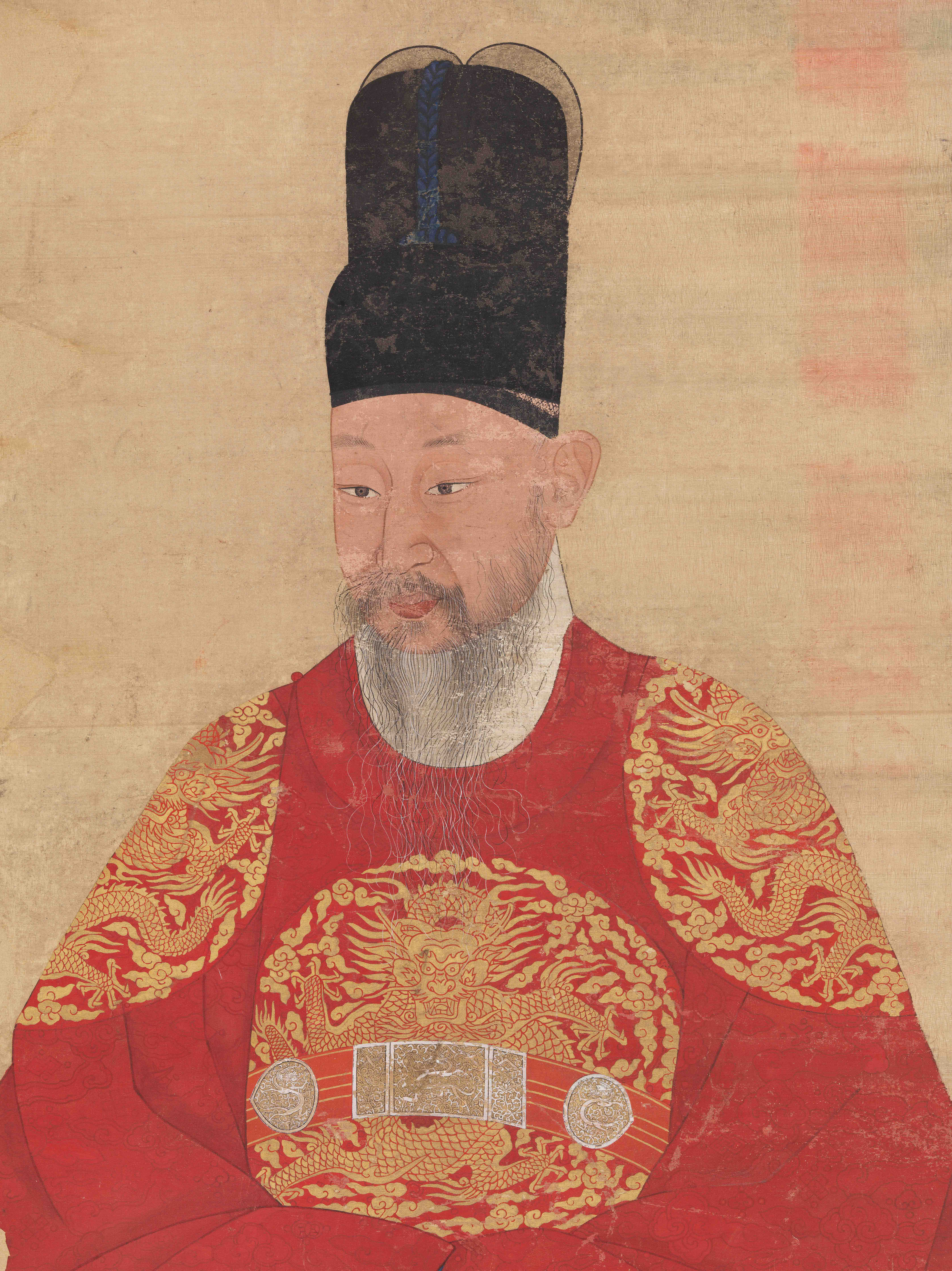
화평옹주의 아버지 영조의 어진

 
임금이 화평옹주(和平翁主)의 집에 행행하였다.
옹주는 곧 임금의 둘째 딸로 영빈 이씨(暎嬪 李氏)의 소생이었다.
임금이 매우 사랑하였는데, 금성위(錦城尉) 박명원(朴明源)에게 하가하였다.
이때에 이르러 병이 위독했으므로, 가인(家人)을 시켜 아뢰기를,
“병이 위독하여 다시 천안(天顔)을 모실 수가 없을 것 같습니다.” 하자,
임금이 갑자기 행행하였다.
일이 갑작스러운 데에서 나왔으므로 백관이 미처 다 모이지 못한 탓으로
여위(輿衛)가 미비하여 의장(儀仗)을 이룰 수가 없었다.
옹주가 곧 이어 졸하자 임금이 매우 슬퍼하였으며,
빈소에 임어하여서는 통곡하면서 슬픔을 스스로 억제하지 못하였다.
날씨가 매우 무더웠는데 밤새도록 환궁하지 않자,
대신과 여러 신하들, 정원(政院)이 누차 접견하게 해줄 것을 청하였으나,
인대(引對)를 허락하지 않고 앉아서 밤을 새웠다.
염습할 때 친림(親臨)하였으며, 일등으로 호상(護喪)하라고 명하였다.
 
 — 《영조실록》 67권,
영조 24년(1748년 청 건륭(乾隆) 13년) 6월 24일(정축)
영조는 화평옹주의 염습에 친림하였으며, 대간의 간청도 무시하고 옹주의 저택에 남아 슬퍼하다가 4일만에 경덕궁으로 환어하였다. 화평옹주의 죽음을 슬퍼함이 지나치다고 신하들이 간하자, 노하여 그들을 파직시켰으며, 화평옹주의 장례에 쓰이는 의물을 국장에 버금가게 성대히 치르게 하여 분묘를 만드는 데만도 수 개월이 소요되었다.
영조는 화평옹주가 죽은 수년 후에도 가끔씩 화평옹주의 저택에 들러 박명원을 만나보고 돌아갔다.
화평옹주의 무덤은 경기도 파주군 주내면(파주시 파주읍)에 있다. 1790년(정조 14년)에 영조의 친필로 비문을 쓴 묘비가 세워졌다.

## 일화
- 사도세자의 아내인 혜경궁 홍씨는 저서 《한중록》에서, 화평옹주는 홀로 아버지 영조의 사랑을 독차지 하는 것에 대해 마음 아파 하며 아버지에게 그러지 말아달라고 하였으나 영조가 듣지 않았다고 한다. 또한 옹주는 사도세자의 허물을 감싸주고 영조와의 사이에서 중재 역할을 하여 사도세자에 대한 영조의 화를 누그러뜨리는 역할을 하였으나, 화평옹주가 사망한 후에는 궁중에서 이러한 역할을 할 사람이 없어 부자간의 관계가 악화되었다고 기록하고 있다.

 
화평옹주가 계실 때에는 동생(사도세자)의 역성을 들어
일에 따라 부왕께 말씀을 올려 맺힌 것을 푼 일이 많았는데,
옹주가 돌아가신 후에는 위에서 과한 행동을 하시거나 자애가 부족하셔도
"참으시어 그리 마소서" 할 이 없으니,
점점 대조(영조)의 자애는 부족하고 경모궁(사도세자)께서는 두렵기가 날로 심하시니
자식 된 도리를 점점 못 차리시니라.
화평옹주가 계셨으면 부자간에 자애와 효도를 갖추게 하였을 것이니,
착하신 옹주 일찍 돌아가신 것이 어찌 국운(國運)과 무관하다 할 수 있겠는가?
지금 생각해도 애석하다.
 — 《한중록》, 혜경궁 홍씨
- 화평옹주의 3년상이 끝날 무렵 친조카인 의소세손이 태어났다. 《한중록》에 의하면 영조는 혜경궁 홍씨의 의소세손 출산을 도왔던 영빈 이씨에게 "죽은 딸은 잊고 손자 태어난 것만 좋아하느냐"고 하였다. 그런데 의소세손의 몸에 화평옹주의 몸과 같은 위치에 점이 있는 것을 보고는 놀라워했다고 한다.

## 가족 관계
| - 아버지 : 영조(英祖, 1694~1776) - 어머니 : 영빈 이씨(暎嬪 李氏, 1696~1764) - 동생 : 이옹주(二翁主, 1728~1731) - 동생 : 삼옹주(三翁主, 1729~1731) - 동생 : 사옹주(四翁主, 1732~1736) - 동생 : 화협옹주(和協翁主, 1733~1752) - 동생 : 사도세자(思悼世子, 1735~1762) - 동생 : 화완옹주(和緩翁主, 1738~1808) | - 남편 : 금성위(錦城尉) 박명원(朴明源, 1725~1790) - 양자 : 박상철(朴相喆, 1737~1761) - 며느리 : 안동 김씨(安東 金氏) |

## 화평옹주가 등장하는 작품

### 드라마
- 1988년 KBS2, 《하늘아 하늘아》 (배우: 백현숙)
- 1998년 MBC 《대왕의 길》 (배우:김성령)

## 같이 보기
- 영조
- 영빈 이씨
- 화평옹주 · 박명원 묘 및 신도비 - 파주시의 향토유적 제13호
- 박명원